# Klithma (memorial)
El memorial Klithma, es un monumento en recuerdo a los muertos de la minoría albanesa cameria,  durante la guerra civil griega. Localizado en la ciudad de Elbasan que dio refugio a los camerios expulsados. Es obra del escultor albanés Vladimir Caridha inaugurada en 2008.

## Localización
El monumento está ubicado en la plaza 1 de mayo , en la entrada de la avenida "Kemal Stafa" en Elbasan. 41°6′49″N 20°5′6″E / 41.11361, 20.08500
En esta misma plaza de Elbasan también se encuentra un busto de Konstantin Kristoforidhi.

## Memorial
Grecia se encontraba en guerra civil (1941-1949) cuando la minoría cameria, formada por musulmanes albaneses en territorio griego, se vio sometida a la presión mayoritaria griega dirigida por el general Napoleón Zervas. Muchos camerios fueron asesinados. El 27 de junio de 1944 , 25.000 personas fueron obligadas a abandonar sus tierras. Muchos de ellos encontraron refugio en Elbasan.
En recuerdo de estos hechos y en señal de agradecimiento al pueblo de Elbasan que acogió a los refugiados camerios venidos desde Grecia en 1944. 

## La escultura
El monumento fue realizado por el escultor Vladimir Caridha y está financiado por el ayuntamiento y la leva de la comunidad con un valor de 2,5 millones de leks. Está realizado en bronce y asentado sobre una peana de piedra de 1,7  metros de altura. El conjunto alcanza los tres metros de altura.
Se titula Klithma (Grito o chirrido). Combina la imagen de un cuerpo incompleto acompañado por un niño y una niña de pie en una orilla. 
Fue inaugurado con la presencia de la comunidad cameria en Elbasan y las autoridades locales y representantes de la política y la cultura.